# Armando Mazzo
Armando Mazzo (São Paulo, 25 de abril de 1923 — Poá, 15 de maio de 1990) foi um líder sindical e político brasileiro.
Na região que corresponde ao atual Grande ABC, o primeiro sindicato a se organizar pelas normas instituídas na Era Vargas foi o Sindicato dos Marceneiros, Carpinteiros e Classes Anexas de São Bernardo. Entre os trabalhadores que militavam no recém-constituído sindicato estava Armando Mazzo , que trabalhava como marceneiro no antigo município de São Bernardo , cidade vizinha à capital paulista. Mazzo militou no Partido Comunista Brasileiro , fundando, junto com outros trabalhadores, o "Movimento Unificado dos Trabalhadores".
Foi eleito deputado estadual pelo PCB em 1947 . Contudo, o PCB foi posto na ilegalidade pelo TSE, que fundamentou sua sentença em dispositivo da Constituição de 1946 que impedia a participação no processo político de partidos considerados antidemocráticos. Em consequência da decisão, Mazzo teve seu mandato de deputado estadual cassado. No entanto, Mazzo e os outros comunistas se utilizaram da legenda do PST para se candidatar às eleições municipais, ainda em 1947. Candidato a prefeito de Santo André, Mazzo obteve a maioria dos votos, o que o tornaria  o primeiro comunista eleito para cargo executivo no Brasil.
Seu mandato, porém, foi novamente cassado ainda antes da posse, por decisão do TSE, que invalidou as candidaturas do PST naquele município, atendendo a recurso dos partidos derrotados e à própria vontade da direção nacional do PST, que era contra o uso local da legenda pelos comunistas. Além de Mazzo, outros políticos comunistas perderam seus mandatos com a sentença do Tribunal.
Em 1989, o então prefeito de Santo André, Celso Daniel, membro do Partido dos Trabalhadores, com a presença do antigo militante comunista, realizou a "posse simbólica" de Armando Mazzo, visando com esta cerimônia trazer o passado histórico da cidade à tona.
Armando Mazzo viveu seus últimos anos de vida na cidade paulista de Poá. Faleceu em 1990, sendo sepultado em túmulo familiar no Cemitério da Vila Euclides, em São Bernardo do Campo.